# Aguaruto
Aguaruto es pueblo, cabecera de sindicatura, está situado en Culiacán, Sinaloa (México), cerca de Navolato.
Es la sindicatura más pequeña de Culiacán, y se encuentra limitado al norte por el río Culiacán que lo separa de la sindicatura de Culiacancito, al sur colinda con la de Costa Rica y al este con la sindicatura central y al oeste con el municipio de Navolato.
Eustaquio Buelna nos dice que Aguaruto es una palabra de origen cahita, que puede proceder de ahuara, aumentativo de agua, cuerno, de la primera sílaba de huia, yerba, y de la posposición to, y que por ello significa lugar de plantas con cuerno, vulgarmente llamadas toritos.
En cambio, Héctor R. Olea afirma que este pueblo es de origen tahue y cuyo nombre proviene de ahua, cuerno y sutu, que se alteró por la pronunciación en ruto, uña. El topónimo significa literalmente uña de gato, cierto arbusto propio de la región llamado ahuaruto o cornezuelo en la lengua cahita, y tesso por los ópatas.
A pesar de la pequeñez de territorio, en Aguaruto viven 25 mil 500 personas que dan vida a las comunidades de Aguaruto, Campo Moroleón y San Manuel. Su vida económica depende prácticamente de la agricultura de riego, un producto típico de la sindicatura es el cultivo de fresas.
A la vera de la autopista estatal Culiacán-Navolato, y que pasa por Aguaruto se encuentra instalada parte de la agroindustria culiacanense. También dispone de un ramal de ferrocarril en su territorio. Actualmente la localidad de Aguaruto se encuentra totalmente incorporada a la ciudad de Culiacán, lo que conlleva en la mayoría de las ocasiones a que sea mencionada como una colonia propiamente dicha.
Su fiesta tradicional es la de San Bartolo, el santo patronal, que dura los días 23 y 24 de agosto.

## Primeros habitantes
Los habitantes anteriores a lo que hoy está conformado como la sindicatura de Aguaruto, fue el pueblo Tahues una raza nativa que estaba establecida en Sinaloa, y Aguaruto en ese entonces era llamado Olagueruto.
Se han encontrado ollas de barro con osamentas (restos humanos), así como pipas de barro con grabados y ollas pintadas, ya que en este lugar estaban establecidos. Excavaciones en Chametla, Sinaloa, de Isabel Truesdell Kelly es un libro que describe los hallazgos de la investigación del equipo de Kelly.

## Extensión
Se encuentra a 11 kilómetros al poniente de Culiacán, Sinaloa
Su Extensión territorial es de: 40 kilómetros cuadrados.
Tiene como colindancias: Norte, con Culiacancito, Sur, con Costa Rica; Oriente con Alcaldía Central y Poniente con el municipio de Navolato.
La palabra Aguaruto es un vocablo cahita, cuyas raíces etimológicas son Ahua, cuerno y suto, cuya pronunciación se alteró por la de ruto: uña de gato, arbusto propio de la región llamado Ahuaruto.
Don Alonso de la Mota y Escobar, Obispo de Guadalajara en 1602, lo consigna como Huloruto: pueblo de indios, pertenecientes a la región Tahue, provincia de Culiacán, Reino de Nueva Galicia.
Según estudios arqueológicos y crónicas antiguas son pruebas que Culiacán prehispánico se ubicó entre Aguaruto y San Pedro.
En la actualidad, Aguaruto es perfectamente comunicado por aire y tierra, es un centro de trabajo con una superficie de 40 kilómetros cuadrados aproximadamente.
Cuenta con tres Comisarías: San Miguel, San Manuel y Moroleón.

## Lugares de interés
Están, la plazuela Benito Juárez, el templo de San Bartolomé Apóstol y la plaza de la parroquia.

## Educación
Gran parte de la población de Aguaruto sabe leer y escribir, esto ha significado un avance debido a las grandes oportunidades de estudio que hay en el pueblo. Cuenta con cuatro escuelas públicas, 2 privadas, 2 Secundarias (una pública y otra privada), y una escuela Preparatoria (bachillerato) de la Universidad Autónoma de Sinaloa.
En 2009 y 2010, el índice de la población analfabeta bajó, pero, el número de deserción escolar aumentó.

## Religión
En la sindicatura de Aguaruto se encuentra la parroquia de San Bartolomé Apóstol, donde se lleva a cabo una gran feria y gustos gastronómicos muy tradicionales de esta localidad, las fiestas alegran al pueblo los días 24 y 25 de agosto.
Pero también existen otras creencias religiosas, como testigos de Jehová, y algunos templos de otras religiones.
La precursora religión que aquí yacía fue completamente arrasada violentamente, al igual que sus habitantes, por el catolicismo. [cita requerida]